# 정수현
정수현(鄭壽鉉, 1956년 2월 1일~)은 대한민국의 바둑 기사, 교수이다.

## 학력
- 남원중학교
- 충암고등학교
- 한양대학교 영어영문학 학사

## 약력
- 1973년 : 입단.
- 1977년 : 국수전 본선(81년까지 5회 연속).
- 1979년 : 국기전 본선(84년까지 6회 연속).
- 1981년 : 박카스배 본선.
- 1984년 : 최고위전, 패왕전 본선
- 1985년 : 패왕전, 대왕전 본선
- 1986년 : 제1기 신왕전우승. 대왕전, 박카스배 본선
- 1987년 : 대왕전, 박카스배 본선
- 1988년 : 국수전, 왕위전, 국수전 본선
- 1989년 : 국수전, 대왕전, 동양증권배 본선 32강
- 1990년 : KBS 바둑왕전, 왕위전, 패왕전, KBS 바둑왕전 본선.
- 1991년 : 박카스배, 대왕전, KBS 바둑왕전, 왕위전 본선.
- 1992년 : 박카스배, 왕위전, 기성전 본선
- 1993년 : 제2기 연승바둑최강전 준우승. 국기전, 왕위전 본선, 제2회 진로배 세계바둑 최강전 한국 우승 수훈.
- 1994년 : 대왕전, 제3기 연승바둑최강전 본선
- 1995년 : 제6기 비씨카드배, 제14기 KBS 바둑왕전, 최고위전, 테크론배 본선.
- 1996년 : 테크론배, 제15기 KBS 바둑왕전 3위, 최고위전 본선.
- 1997년 : 9단 승단. 제16기 KBS 바둑왕전 승자조 16강, 최고위전 본선, 제9회 TV 바둑 아시아 선수권대회 본선
- 1999년 : 제17기 KBS 바둑왕전 준우승, 제18기 KBS 바둑왕전 4강, 제11회 TV 바둑 아시아 선수권대회 본선
- 2000년 : 제19기 KBS 바둑왕전 본선.
- 2001년 : 제2기 돌씨앗배 프로시니어기전 본선 진출.
- 2002년 : 제3기 돌씨앗배 프로시니어기전 본선 진출.
- 2004년 : 제5회 맥심커피배 8강.
- 2005년 : 제5기 잭필드배 프로시니어기전 본선 진출.
- 2006년 : 2006 한국바둑리그 한게임 감독
- 2007년 : 2007 한국바둑리그 한게임 감독, 제9회 맥심커피배 본선

## 특기사항
1989년 ~ 1993년 KBS 바둑왕전 초청해설, 1997년부터 명지대학교 바둑학과 교수로 활동 후 현재 학과장을 역임하고 있다. 

## 저서
- 정통바둑왕 비디오 시리즈(비디오시리즈 10개,도서시리즈 10권) (바둑아카데미센타 제작)
- 인생과 바둑(2001년 지음)
- 정수현 해프닝 극장(시와사회)
- 반상의 파노라마(바둑서당)
- 한국기원 바둑교본
- 바둑 읽는 CEO
- 현대 바둑의 이해 (나남)
- 생초보 바둑 첫걸음
- 바둑지도사 실무
- 명국사전(서림출판사)

## 가족관계
부인 김은선 여사와 1남 1녀를 두고 있다.